# النويرات (سيدي قاسم)
انويرات هي قرية في إقليم سيدي قاسم ضمن جهة الغرب شراردة بني حسين بالغرب المغربي. كان مجموع عدد سكان جماعة انويرات 22.639 نسمة.(تعداد السكان الرسمي 2004)